# Шамил Басаев
Шамил Салманович Басаев (на руски: Шамиль Салманович Басаев) е вицепрезидент на международно непризнатата Чеченска република Ичкерия, ислямски фундаменталст и един от най-известните чеченски сепаратисти. От 2003 г. Басаев също се нарича Абдул Шамил Абу-Идрис и емир на Бригадата на мъчениците „Риядус Салихин“.

## Биография
Завършва средното си образование през 1982 година. Отслужва военната си служба в поделенията на военновъздушните войски на СССР. След това 3 пъти е кандидатствал да следва право в юридическия факултет на Московския държавен университет, но не е приет.
През 1987 постъпва в Московския инженерен институт по земеустройство, прекъсва след година следването си заради нисък успех. До началото на 1991 е работил в Москва, после постъпва във войската на Конфедерацията на кавказките народи. На 9 ноември 1991 участва в отвличането на самолет „Ту-154“ от летище Минерални води за Турция.
В края на 1991 и началото на 1992 година, по молба на президента на Азербайджан Абулфаз Елчибей, Басаев взима участие в Нагорно-карабахския конфликт между Азербайзджан и Армения за контрола върху областта Нагорни Карабах. През май 1992 г. учства в отбраната на гр. Шуша, който е превзет от арменските сили.
През 1992 – 1993 година Шамил Басаев участва във войната в Абхазия, заедно с Руслан Гелаев в състава на поделение от чеченски доброволци – т.нар. „Абхазки батальон“. Участва в превземането на градовете Гагра и Сухуми.

### Терористични атаки
Отговорен е за многобройни терористични акции в Русия, най-известни от които са:
- превземането на южно-руския град Будьоновск през 1995;
- нахлуването в Дагестан, 7 август – 14 септември 1999
- вземане на заложници в театъра на улица Дубровка в Москва на 23 октомври 2002;
- нападение срещу Назран, Ингушетия на 21 – 22 юни 2004 г.
- завземането на училището в Беслан, Северна Осетия на 1 септември 2004
- през 2005 година терористи, подготвени от Басаев, атакуват град Налчик (столица на Кабардино-Балкария).

Шамил Басаев е смятан за безмилостен главатар на радикалното крило на чеченските сепараисти . 

### Смърт
Убит е при експлозия на 10 юли 2006 г. в Ингушетия – република, граничеща с Чечня. Ликвидиран е при секретна операция на руската служба за сигурност ФСБ.

## Интервюта и изявления
- „Нам предсказывали, что мы будем одни воевать против России“ (интервью във вестник „Независимая газета“, 12 март 1996, на руски език)
- Открытое письмо Шамиля Басаева президенту России Путину 2[неработеща препратка] (2000, на руски език)
- „Мы воюем за право быть свободными“[неработеща препратка] (интервю от 15 май 2002, на руски език)
- „Мы обречены на победу..!“ (интервю пред чеченските средства за масова информация, 13 октомври 2002, на руски език)
- „Наступило время великих перемен…“ 2 (интервю пред агенция „Шариат“, 28 април 2003, на руски език)
- „Джихад в Ичкерии только разгорается“ 2 3 (интервю пред агенция „Шариат“ и „Кавказ-Център“, 9 юни 2003, на руски език)